# セッレンティ
セッレンティ（イタリア語: Serrenti）は、イタリア共和国サルデーニャ州南サルデーニャ県にある、人口約4,800人の基礎自治体（コムーネ）。

## 地理

### 位置・広がり

#### 隣接コムーネ
隣接するコムーネは以下の通り。
- フルテーイ
- グアジーラ
- ヌラーミニス
- サマッシ
- サマッツァーイ
- サンルーリ
- セッラマンナ